# Stanko Baković
Stanko Baković (Guber, Livno, 22. listopada 1945.), hrvatski pjesnik.
Gimnaziju završio u Livnu, a na Filozofskom fakultetu u Zagrebu studirao sociologiju i filozofiju, gdje je i diplomirao i magistrirao. Predaje sociologiju na Ekonomskom fakultetu u Zagrebu.
Član je Društva hrvatskih književnika.

## Djela
- "Pjesme" (1980.),
- "Noć i san" (pjesme, 1981.),
- "Sunce i pepeo" (pjesme, 1983.),
- "Lepet duše" (pjesme, 1990.),
- "Jutro i sjena" (pjesme, 1990.),
- "Zvjezdani oluje" (pjesme, 1991.),
- "Ponoćne krijesi" (izabrane pjesme, 1994.),
- "Kasna večer" (pjesme, 1999.).

## Vanjske povezice
- Društvo hrvatskih književnika